# Potenciano Gregorio
Potenciano Gregorio (Lib-og, 19 mei 1880 - Honolulu, 12 februari 1939) was een Filipijns musicus. Gregorio werd bekend als componist van 'Sarong Banggi', een populair liefdeslied in het Bicol.

## Biografie
Potenciano Gregorio werd geboren op 19 mei 1880 in de plaats Lib-og (het tegenwoordige Santo Domingo) in de Filipijnse provincie Albay. Zijn ouders waren Narciso Gregorio en Canuta Valladolid. Potenciano onderscheidde zich al op jonge leeftijd als musicus. Hij speelde viool en later ook andere instrumenten als de bandurria, gitaar en piano. Ook schreef hij al op jonge leeftijd muziek voor de lokale kerk en voor de lokale band 'Banda de Lib-og'. In 1897 componeerde Gregorio het lied 'Sarong Banggi', een liefdeslied waarmee hij landelijke bekendheid zou verwerven. Het nummer werd vaak gebruikt aanbidders die een serenade brachten aan hun geliefde. Jaren na de dood van Gregorio bleef het lied nog populair, zo werd het nummer in 1951 gespeeld bij de opening van de Algemene Vergadering van de Verenigde Naties, die toen werden voorgezeten door Carlos Romulo. Ook tegenwoordig wordt nummer nog steeds uitgevoerd door Filipijnse zangers. Andere nummers die hij componeerde waren 'Pusong Tagub nin Sakit' en 'Hinuyop-hoyop nin Dios'
In 1919 sloot hij zich aan bij de Philippine Constabulary Band onder leiding van kolonel Walter Loving. Gregorio was een van de Filipijnse muzikanten die werden uitgenodigd om deel te nemen aan de Golden Gate International Exposition in 1939. Onderweg liep hij een longontsteking op, waaraan hij op 12 februari 1938 in Honolulu overleed. Hij werd begraven op La Loma cemetery in Quezon City. In mei 2005 werden zijn overblijfselen opgegraven en overgebracht naar zijn geboorteprovincie Albay, waar hij met militaire eerbetoon opnieuw werd begraven op Bicol Heritage Park in Camp General Simeon Ola.

## Bron
- Celso T. Amo, Bicol sets homecoming welcome for ‘Sarong Banggi’ composer, Philippine Information Agency, 31 mei 2005